# .43 Espanhol
O .43 Espanhol é um cartucho de fogo central metálico que utilizava pólvora negra (mais tarde pólvora sem fumaça), desenvolvido pelos designers da Remington por volta de 1867. Foi usado nos primeiros rifles "Rolling Block" ("bloco pivotante") que a Remington fabricou para o governo da Espanha. O cartucho também é conhecido como ".433 Espanhol", "11 mm Espanhol" e cartuchos idênticos para o rifle Peabody dos EUA foram marcados no "headstamp" com "U.M.C. 43-77".

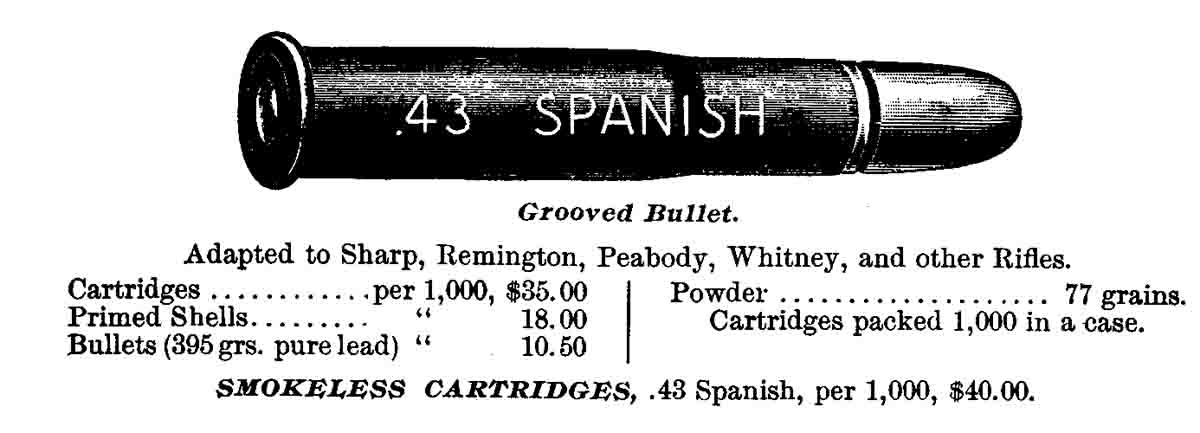
Um anúncio do .43 Espanhol.

## Histórico

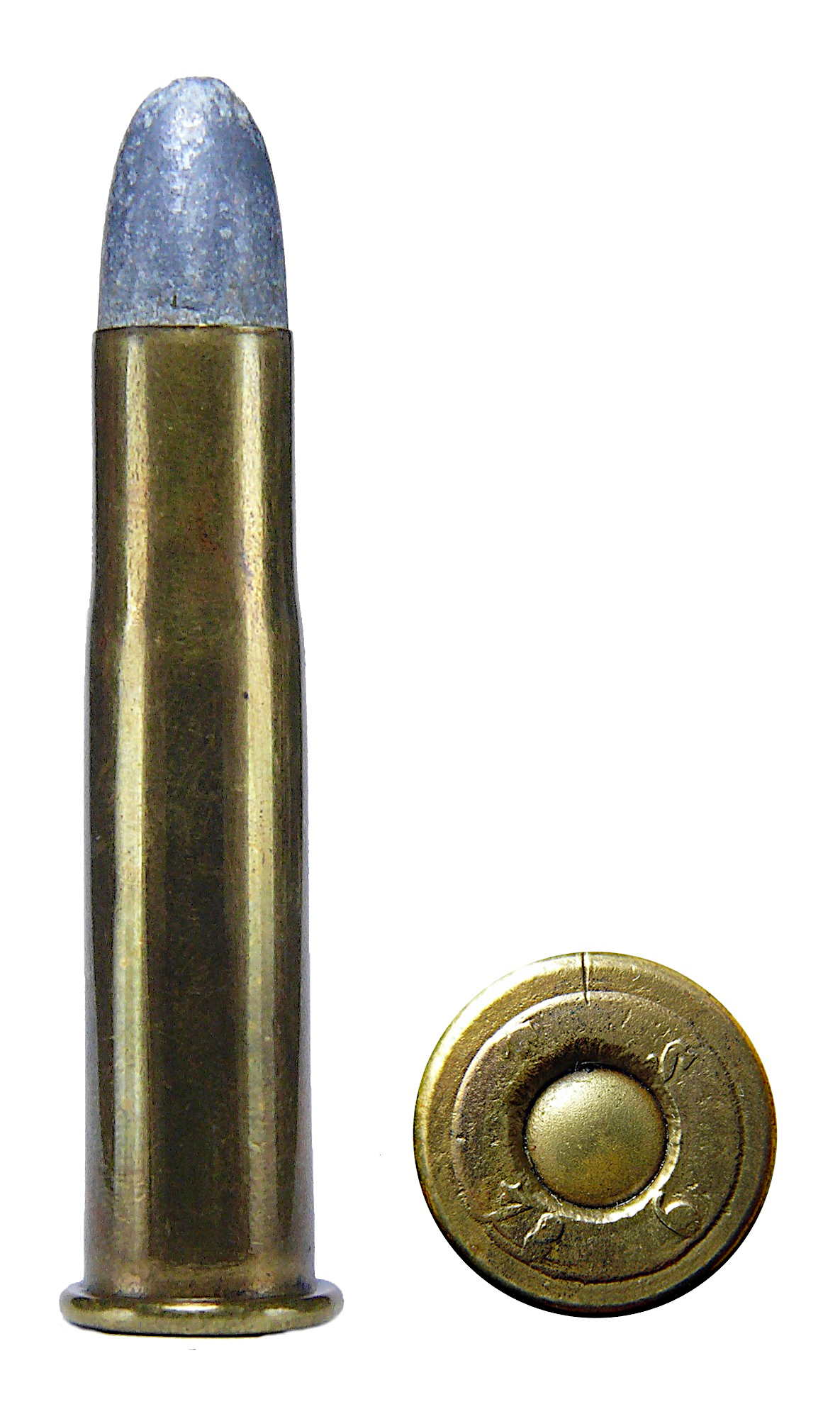
O .43 Espanhol fornecido à Espanha.

O cartucho .43 Espanhol foi produzido depois que a Espanha comprou o rifle por ação de bloco pivotante recém-inventada. A arma de carga de culatra ("retrocarga"), que foi comercializada por Samuel Remington, impressionou os espanhóis após sua própria avaliação. Em 1869, o governo espanhol fez um pedido de 10.000 rifles. Além das armas de fogo, no entanto, eles também queriam seu próprio cartucho e a Remington fabricou o .43 Espanhol. Ele foi produzido em duas variantes principais: ".43 Espanhol" (11,15 x 57R Remington espanhol) no estilo "garrafa" e o ".43 Espanhol Reformado" (11,4 x 57R Reformado) com estojo cônico e paredes retas.
O cartucho era semelhante ao cartucho .44-77, exceto pela diferença em seus diâmetros. A versão militar espanhola do cartucho foi posteriormente atualizada em 1889 para uma bala "reformada" mais pesada com revestimento de latão". Embora a Remington tenha parado de fabricar o cartucho em 1918, seu uso nos Estados Unidos se tornou generalizado após a Segunda Guerra Mundial porque era vendido como um excedente para uso civil.

## "Bala veneno"

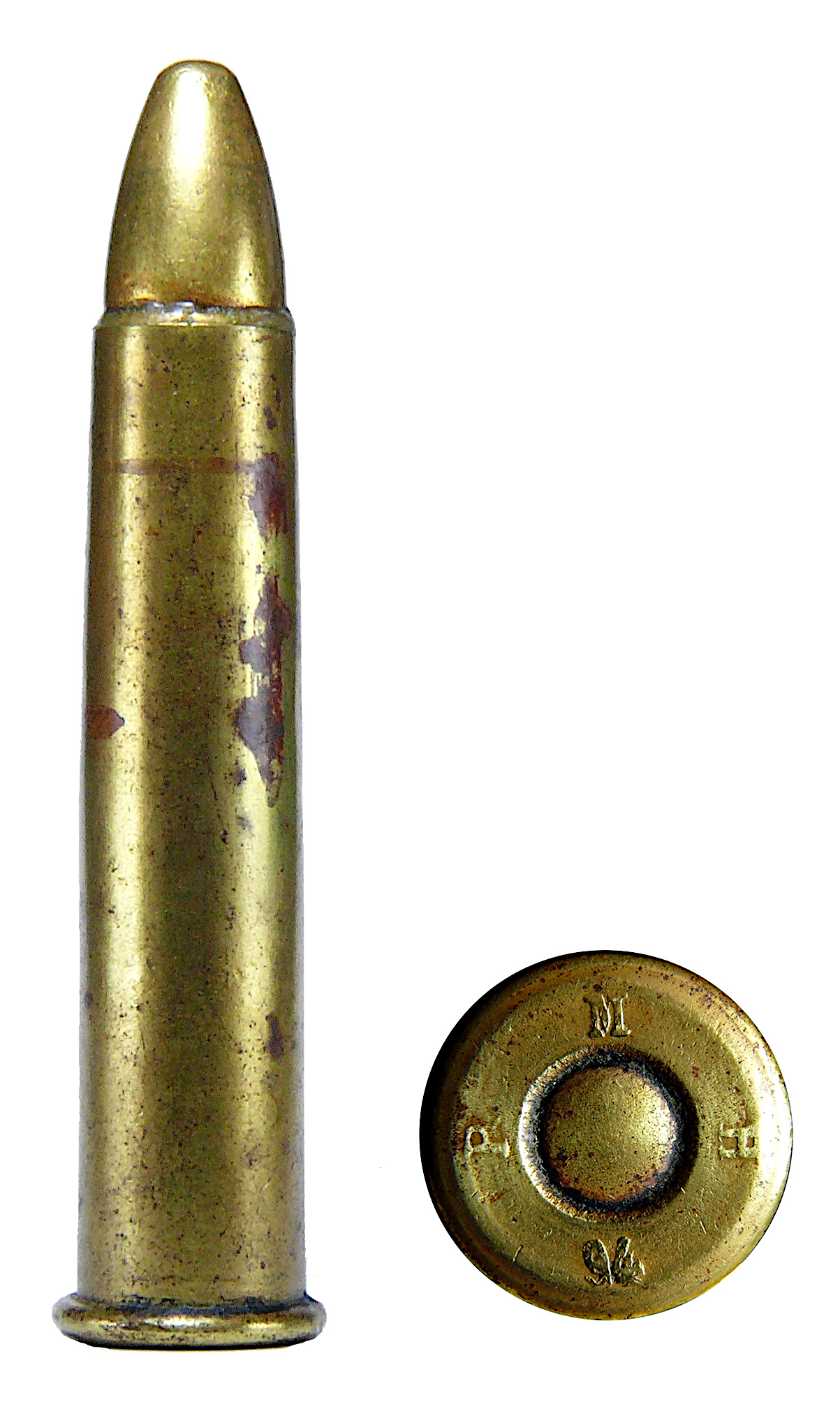
O .43 Espanhol Reformado.

O .43 Espanhol usava uma bala de .454 polegadas de diâmetro que pesava 396 grãos. Seus 1.280 fps de velocidade de saída eram obtidos por uma carga de 74 grãos de pólvora. Em vez de bala de chumbo sólido, o .43 Espanhol usava uma bala jaquetada com latão, o que era considerado incomum porque "cuproníquel", metal dourado e aço revestido de cobre eram preferidos para jaquetar balas durante aquele período. Foi também a razão pela qual os soldados americanos suspeitaram que os espanhóis usaram veneno em suas balas durante a Guerra Hispano-Americana. Ela era corroída nos trópicos, produzindo um zinabre verde-claro pulverulento, quando que foram expostas à alta umidade ou à maresia ao longo do tempo. O componente de latão, no entanto, melhorou a penetração da bala.

## Armas que o utilizaram
- Remington Rolling Block[1]
- Peabody Espanhol 1869[10]

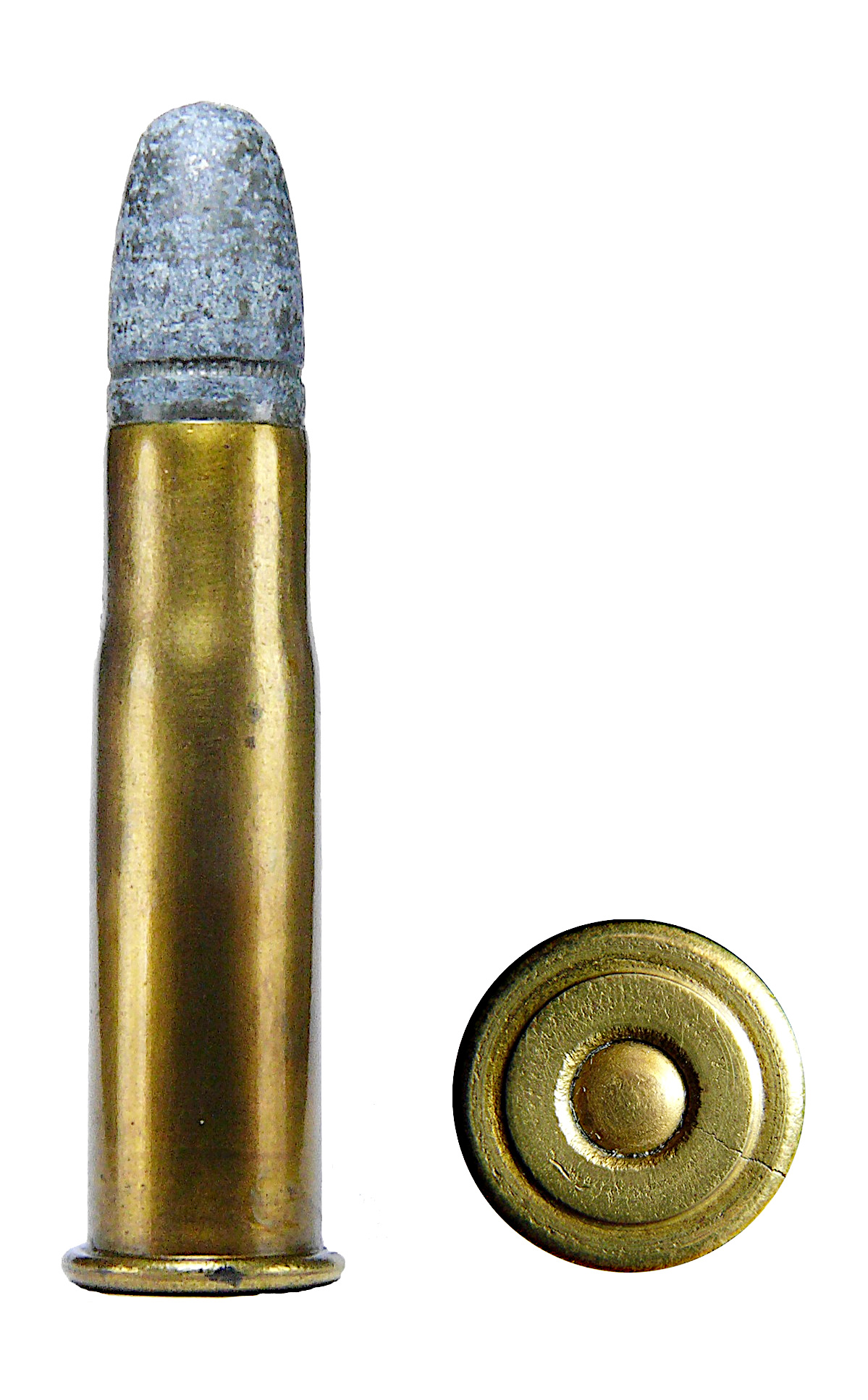
O .43 Espanhol Carabina.

- Whitney–Burgess–Morse um rifle por ação de alavanca (versão militar)[11]
- Remington–Lee Model 1879[12]

## Sinônimos
- .43 Espanhol
- 11mm Espanhol
- .433 Espanhol
- 11,15×58mmR Remington Espanhol
- U.M.C. 43-77

## Variantes
Foram três as variantes conhecidas do .43 Espanhol:
- .43 Espanhol Carabina "Whitney" (ligeiramente mais curto)[13]
- .43 Espanhol Carabina "11x44 R" (ainda mais curto e com estojo cônico)[14]
- 11,4 Espanhol Reformado (estojo cônico de paredes retas)[15][16]